# 쓰키가와촌
쓰키가와촌(槻川村)은 사이타마현 지치부군에 설치되었던 촌이다. 현재의 히가시치치부촌에 해당한다.